# Рубахо, Филипп Яковлевич
Фили́пп Я́ковлевич Руба́хо (13 января 1923 — 15 сентября 1943) — участник Великой Отечественной войны, снайпер 393-го отдельного батальона морской пехоты Новороссийской военно-морской базы Черноморского флота, старшина 1-й статьи. Герой Советского Союза.

## Биография
Родился 13 января 1923 года в станице Аксайская (ныне город Аксай Ростовской области) в семье рабочего, казаха по национальности, бывшего офицера российского флота. Казах по национальности.
Образование среднее. Рано остался без родителей, воспитывался и учился в Батумском детском доме. Ещё в юности он удостоился нагрудного знака «Ворошиловский стрелок» за успешное участие в больших стрелковых состязаниях.
В Военно-Морском Флоте с июля 1941 года. Был зачислен в музыкантскую команду Туапсинской базы Черноморского флота. Однако вскоре сумел добиться перевода на боевые корабли и зачислен номером артиллерийского расчета в дивизион малых катеров флота. В его составе принял свой первый бой в Великой Отечественной войне в сентябре 1941 года во время похода в осаждённую Одессу.
На катерах краснофлотцу Рубахо долго воевать не довелось: в составе сводного батальона морской пехоты он был направлен на сухопутный фронт и принял участие в героической обороне Севастополя. В декабре 1941 года был ранен и эвакуирован из Севастополя, а по выздоровлении зачислен в снайперскую школу флота. С июня 1942 года — вновь на фронте, в составе Южного фронта участвовал в обороне Ростова, Кубани, Северного Кавказа и перевалов Главного Кавказского хребта. Проявил себя талантливым снайпером, с декабря 1942 года имел на своем боевом счету 200 уничтоженных солдат и офицеров врага. В декабре 1942 года был ранен вторично.
После выздоровления был зачислен в 393-й батальон морской пехоты и под командованием его легендарного командира майора Цезаря Куникова принял участие в высадке морского десанта под Новороссийском. Затем участвовал в обороне захваченного этим десантом плацдарма, получившего название «Малая земля». Там стал командиром группы снайперов, довёл свой личный счёт до 276 гитлеровцев и румын. После переброски на другие участки Северо-Кавказского фронта, в августе 1943 года, группа снайперов Филиппа Рубахо была направлена на сухопутный участок фронта под Новороссийском. Затем он вернулся в Геленджик и в составе своего батальона готовился к новому десанту на причалы Новороссийского порта.
Снайпер отдельного батальона морской пехоты кандидат в члены ВКП(б) старшина 1-й статьи Филипп Рубахо 9 сентября 1943 года в числе первых в батальоне высадился на берег в районе Новороссийска, гранатами уничтожил две вражеские огневые точки, а в рукопашной схватке — трёх солдат противника. Отважный морской пехотинец был тяжело ранен в голову на плацдарме в Новороссийске при артналёте 14 сентября 1943 года, эвакуирован на катере в один из госпиталей Сочи, но на следующий день, 15 сентября, скончался.
Всего старшина 1-й статьи Ф. Я. Рубахо уничтожил 346 немецких солдат, подорвал 8 дзотов, танк, миномёт.
Указом Президиума Верховного Совета СССР «О присвоении звания Героя Советского Союза офицерскому составу Военно-Морского флота» от 22 января 1944 года за «образцовое выполнение боевых заданий командования на фронте борьбы с немецкими захватчиками и проявленные при этом отвагу и геройство» удостоен звания Героя Советского Союза.
Похоронен в городе Сочи Краснодарского края, в братской могиле на Завокзальном мемориале.

## Награды
- Награждён орденом Ленина (1944), орденом Красного Знамени (1943).

## Память
- Навечно зачислен в списки воинской части.
- Именем Героя названы улицы в родном городе Аксае, в Геленджике и в городе-герое Новороссийске[2]. В 1977 году, в канун 34-й годовщины со дня освобождения Новороссийска от немецких войск, на улице, носящей имя снайпера Рубахо, был установлен мемориальный знак.
- В городе Новороссийске на торце дома пр. Ленина, 21 установлена мемориальная доска Ф. Я. Рубахо.
- Имя Рубахо находится на Доске памяти в Музее Черноморского флота в Севастополе.
- В городе Сочи, на Завокзальном мемориальном комплексе, фамилия Рубахо указана в списке похороненных воинов.